# Stelletta aspera
Stelletta aspera är en svampdjursart som beskrevs av Kieschnick 1896. Stelletta aspera ingår i släktet Stelletta och familjen Ancorinidae.
Artens utbredningsområde är havet kring Indonesien. Inga underarter finns listade i Catalogue of Life.